# ПК-16

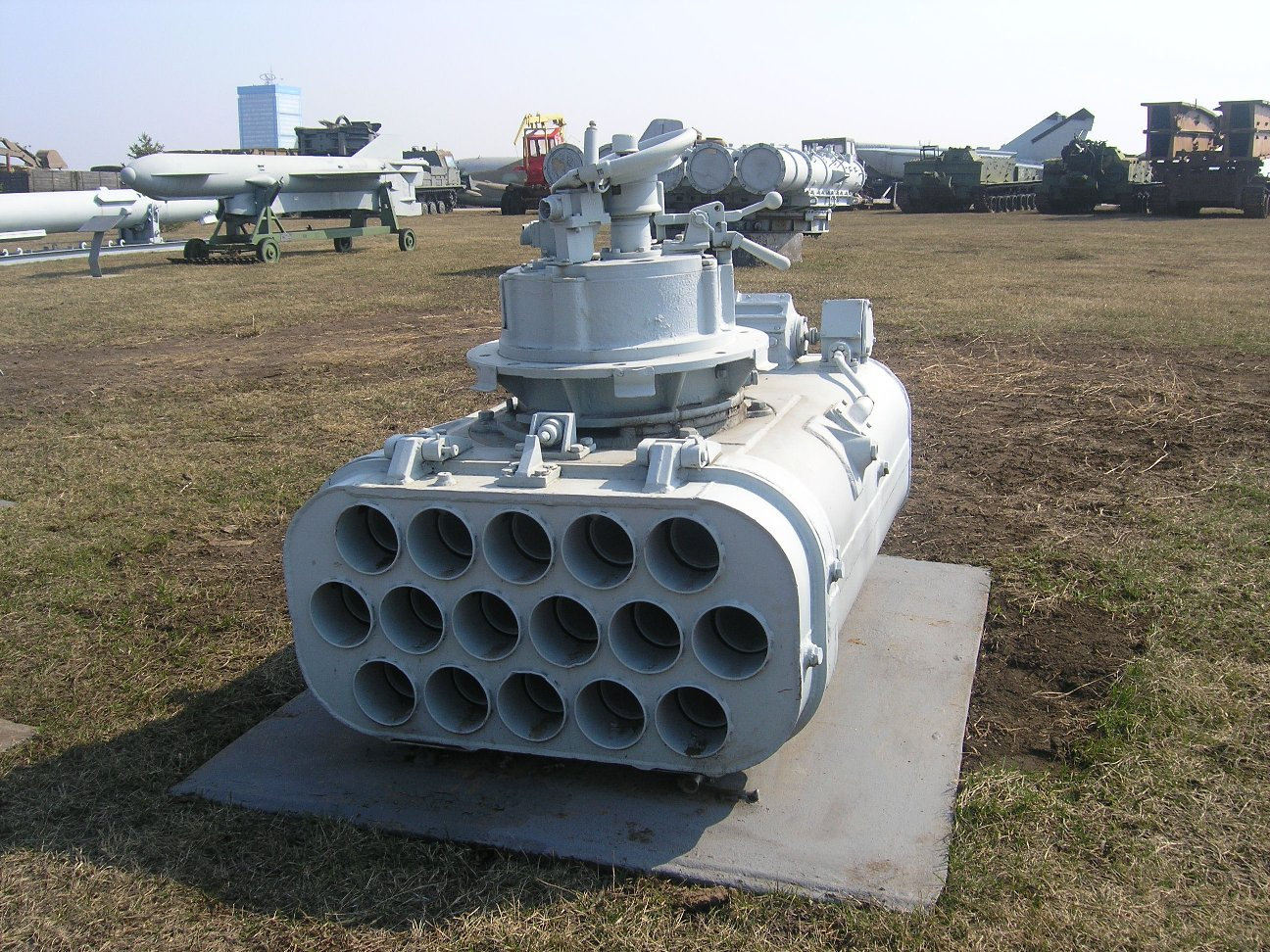
Пусковая установка ПК-16 в Техническойм музее в Тольятти

ПК-16 (КЛ-101 (КЛ — индекс ОКБ-43) / РУПП-82 (РУПП — индекс министерств и флота) / ПРК-168) — советский корабельный комплекс радиоэлектронного подавления для постановки пассивных помех (дипольных отражателей и ложных тепловых целей).

## История создания
Установка КЛ-101 и снаряды помех начали разрабатывать по постановлению Совета Министров СССР № 832-372 от 21 июля 1959 года. Эскизно-технический проект был выполнен ОКБ-43 (рук. И. И. Торопов) и утвержден в сентябре 1960 года. 11 января 1961 года, в связи с ликвидацией ОКБ-43, проект передан для доработки в ЦКБ-34. Опытный образец, который включал в себя одну установку правого исполнения и пульт управления, был изготовлен заводом № 7 в октябре 1961 года. Заводские испытания прошли в ноябре того же года, по результатам которых ЦКБ-34 и завод № 7 доработали опытный образец. В январе-феврале 1962 года образец прошел государственные полигонные испытания, в ходе которых был выявлен ряд конструктивных недостатков комплекса, и он вновь был направлен на доработку. В январе 1964 года (согласно приказу ГКОТ от 20 ноября 1963 года) работы по КЛ-101 (РУГШ-82) были переданы из ЦКБ-34 в ЦКБ-7. После новой доработки, установка КЛ-101, с мая 1963 года по январь 1964 года, прошла новые полигонные испытания. В декабре 1965 года установка была смонтирована на тральщике проекта 254-К ТЩМ-827 и с 22 по 24 декабря проведена первая проверка установки стрельбой. Результаты были неудовлетворительные, и образец отправили на доработки. Новые государственные испытания были проведены с 20 мая по 20 июня 1966 года на другом тральщике проекта 254-К ТЩМ-135, по результатам которых КЛ-101 была рекомендована к принятию на вооружение в ВМФ СССР. В 1971 году комплекс под обозначением ПК-16 был принят на вооружение. Первоначально предполагалось принять установку под индексом ПРК-168.

## Пусковая установка
Комплекс ПК-16 состоит из двух или четырёх пусковых установок, каждая из которых представляет собой пакет из 16 направляющих труб, с креплением на цапфе вертикальной стенки консоли, неподвижно установленных на палубе по бортам корабля. Дистанционное управление пусковыми установками вынесено в рубку и имеет электрический привод открывания передних крышек и их вертикального наведения, также, установки имеют и ручной привод наводки. Установка имеет вертикальное наведение, которое может производиться в пределах от 0° до 60° с фиксированным положением пакета через 10°. Горизонтального наведения нет. Для управления стрельбой разработан специальный пульт, управляющий работой двух пусковых установок (правого и левого борта). Пульт обеспечивает автоматическую стрельбу при любой заданной последовательности схода снарядов со скорострельностью 2 выстрела в секунду; автоматическую стрельбу одиночными снарядами и очередями по 2 и 3 снаряда через устанавливаемые интервалы времени в пределах от 20 до 100 секунд и полуавтоматическую стрельбу одиночными снарядами при любой заданной последовательности схода. Пульт может обеспечивать стрельбу как из одной, так и из двух установок одновременно. Приведение заряженной установки в боевую готовность производится без выхода личного состава на верхнюю палубу и заключается в установлении на пульте заданного режима стрельбы и открывании передней крышки. Боевое обслуживание заряженной установки производится одним номером.

### Тактико-технические характеристики
Основные тактико-технические характеристики комплекса:
- Калибр — 82 мм
- Количество направленных труб — 16
- Длина установки — 1160 мм
- Длина стволов — 1000 мм
- Радиус обметания — 80 мм
- Масса пусковой установки — 400 кг
- Масса выносного оборудования — 90 кг
- Общая масса пусковой установки с выносным оборудованием — 490 кг
- Угол ВН (через каждые 10°), град — от 0°до +60°
- Дальность стрельбы РЛ-помех — 500-3500 м
- Дальность стрельбы ИК-помех — 2000-3500 м
- Высота постановки ложных целей — 100-1600 м
- Скорострельность системы (2 установки) — 2 выстрела в секунду
- Боевой расчет — 1 чел.

## Боеприпасы

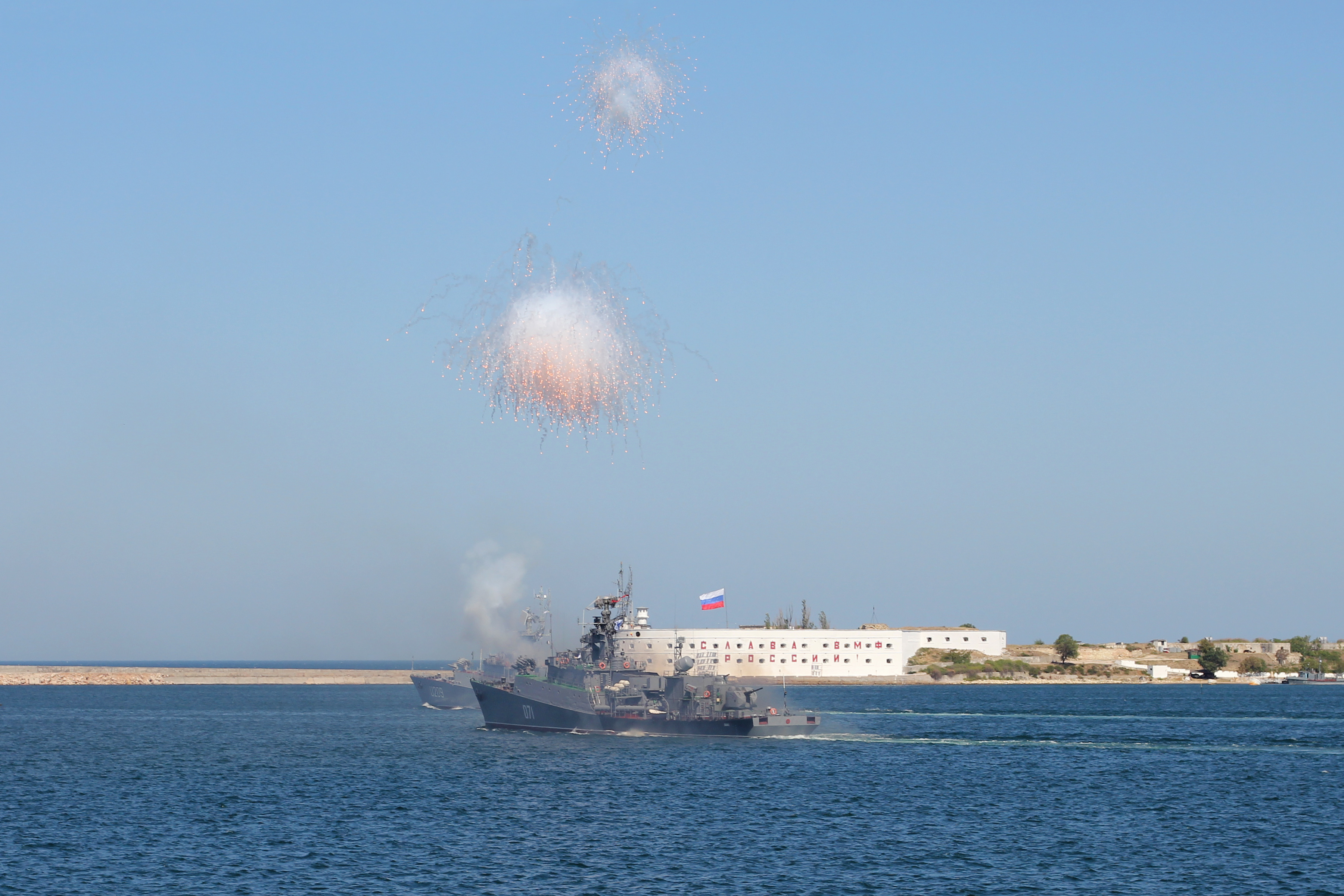
Отстрел выстрелов из ПУ ПК-16

В пусковых установках ПК-16 применяются 82-мм турбореактивные снаряды помех, состоящие из ракетного двигателя, примененного от штатного снаряда ТРОФС-82  (турбореактивный осколочно-фугасный снаряд — 82-мм), и головной части, выполняемой в двух вариантах, отличающихся видом снаряжения:
- головная часть, содержащая контейнер с металлизированными дипольными отражателями — для постановки ложных радиолокационных целей;
- головная часть, содержащая систему факел-парашют со специальным составом, создающим при действии снарядов ложные тепловые цели

Снаряды комплектуются дистанционной трубкой — ТМР-44.
Снаряды радиолокационных помех в зависимости от типа отражателей могут образовывать ложные цели, эффективно действующие в диапазоне волн от 2 до 12 см в течение 5-10 минут (в зависимости от метеоусловий). Снаряды тепловых помех создают ложные цели, эффективно действующие в диапазоне длин волн 2-5 микрон в течение 50-80 секунд. Ложные радиолокационные цели могут выставляться на дальностях от корабля в пределах от 0,5 до 3,5 км, а тепловые цели — на дальностях от 2 до 3,5 км. Возможные высоты постановки ложных целей — от 100 до 1600 м.
Испытания проводились с использованием снарядов ТСП-60 в снаряжении с ДОС-15  (длина 15 мм), при стрельбе в дрейфе и на ходу корабля в условиях волнения моря около 2 баллов и скорости ветра на высоте постановки дипольных облаков около 15 м/с. Радиолокационные наблюдения и измерения производились на РЛС "АРСОМ-2" (АРСОМ — артиллерийская радиолокационная станция обнаружения минометов, длина волны — 3,2 см, смонтирована на шасси тягача АТ-Л), расположенной на берегу на высоте 25 м над уровнем моря. Все снаряды ТСПР-60 при проведении испытаний действовали безотказно и образовывали дипольные облака в заданной области пространства. В ходе испытаний было определено, что радиолокационная имитация корабля (имитация по средней мощности отраженных сигналов) возможна с помощью дипольного облака, образуемого двумя-четырьмя снарядами ТСП-60. Измерения эффективной поверхности рассеивания дипольных облаков производились в условиях практического отсутствия явлений интерференции, в результате чего увеличения мощности отраженных от дипольных облаков сигналов не происходило. В условиях же наблюдения дипольных облаков с воздуха, а также с кораблей, удаленных на большие расстояния, мощности отраженных от облаков сигналов могут оказаться больше измеренных на испытаниях значений. Кроме ДОС-15 ракета ТСП-60 снаряжалась ДОС-50, ДОС-10-13-16; ДОС-10-13-К5, ДОС-15-16-17-19 и ДОС-19-22-26. Дистанционная трубка — ТМР-30.
снаряд чертежа 1108М — вариант снаряда с ИК-ловушками использовавшийся во время испытаний системы. В ходе испытаний с пусковой установки КЛ-101 запускались снаряды снаряженные горючим веществом  (типа «47»), выделяющим сильное инфракрасное излучение. Было установлено, что сигнал от ложной тепловой цели в диапазоне длин волн 2-3 микрона превышает сигнал от тральщика проекта 254 в 20-25 раз, от малого противолодочного корабля пр. 201-Т Архивная копия от 15 января 2018 на Wayback Machine в 35-40 раз; в диапазоне длин волн 3-5 микрон соотношение сигналов соответственно 22 и 38, при эффективном времени действия 60-63 секунды. Из этого был сделан вывод о достаточной эффективности имитации всех этих кораблей с помощью одного 82-мм снаряда чертежа 1108-М. Время эффективного действия ложной тепловой цели было в пределах 50-80 секунд.

### Данные снаряда радиолокационных помех ТСП-60
- Калибр — 82 мм
- Длина снаряда — 670 мм (ТСП-60)
- Масса снаряда — 8,76-8,92 кг  (ТСП-60, в зависимости от типа снаряжения ДОС)
- Масса снаряжения — 0,91-1,07 кг  (ТСП-60, в зависимости от типа снаряжения ДОС)
- Масса трубки ТМР-30 — 0,48 кг
- Масса вышибного заряда — 0,016 кг
- Тяга двигателя снаряда — 806 м/с
- Скорость снаряда максимальная — 226 м/с
- Скорость вращения снаряда — 371 об/с
- Дальность стрельбы — 3500 м

## Размещение
Комплекс РЭБ ПК-16 включен в состав вооружения таких надводных кораблей как:
- Крейсера (КР) пр. 1144 (ТАРКР - тяжёлый атомный ракетный крейсер)
- Большие противолодочные корабли (БПК) пр.61 и пр.61М
- Сторожевые корабли (СКР) пр. 1135, пр. 11540, пр. 11661
- Малые противолодочные корабли (МПК) пр.1124
- Малые ракетные корабли (МРК) пр. 1234, пр.1239, пр. 12412,
- Ракетные катера (РКа) пр.206-МР, пр.1241
- Большие десантные корабли (бдк) пр. 775.3

## Статус
Россия (СССР) — на вооружении (по состоянию на 2017 год)